# دویتسن
دویتسن (به آلمانی: Deutzen) یک منطقهٔ مسکونی در آلمان است که در Neukieritzsch واقع شده‌است. دویتسن ۱٬۶۶۵ نفر جمعیت دارد.